# Zhang Bian
Dans ce nom chinois, le nom de famille, Zhang, précède le nom personnel Bian.
Pour les articles homonymes, voir Zhang.
Zhang Bian (en chinois : 张变), née le 29 août 1986 à Pizhou, est une pongiste handisport chinoise concourant en classe 5. Elle détient 4 titres mondiaux (2006, 2014) et huit titres paralympiques (2008, 2012, 2016, 2020).

## Biographie
Elle est victime de la poliomyélite enfant.

## Palmarès

### Jeux paralympiques
- médaille d'or par équipes classe 4-5 aux Jeux paralympiques d'été de 2008 à Pékin
- médaille d'or en individuel classe 5 aux Jeux paralympiques d'été de 2012 à Londres
- médaille d'or par équipes classe 4-5 aux Jeux paralympiques d'été de 2012 à Londres
- médaille d'or en individuel classe 5 aux Jeux paralympiques d'été de 2016 à Rio de Janeiro
- médaille d'or par équipes classe 4-5 aux Jeux paralympiques d'été de 2016 à Rio de Janeiro
- médaille d'or en individuel classe 5 aux Jeux paralympiques d'été de 2020 à Tokyo
- médaille d'or par équipes classe 4-5 aux Jeux paralympiques d'été de 2020 à Tokyo

### Championnats du monde
- médaille d'or par équipes classe 5 aux Mondiaux 2006 à Montreux
- médaille d'or par équipes classe 5 aux Mondiaux 2014 à Pékin
- médaille d'or en individuel classe 5 aux Mondiaux 2014 à Pékin
- médaille d'argent en individuel classe 5 aux Mondiaux 2006 à Montreux

### Jeux para-asiatiques
- médaille d'or par équipes classe 4-5 aux Jeux para-asiatiques de 2010 à Canton
- médaille d'or par équipes classe 4-5 aux Jeux para-asiatiques de 2014 à Incheon
- médaille d'or en individuel classe 5 aux Jeux para-asiatiques de 2014 à Incheon
- médaille d'or par équipes classe 4-5 aux Jeux para-asiatiques de 2018 à Jakarta
- médaille d'or en individuel classe 5 aux Jeux para-asiatiques de 2018 à Jakarta
- médaille de bronze en individuel classe 5 aux Jeux para-asiatiques de 2010 à Canton